# Kennel (Braunschweig)

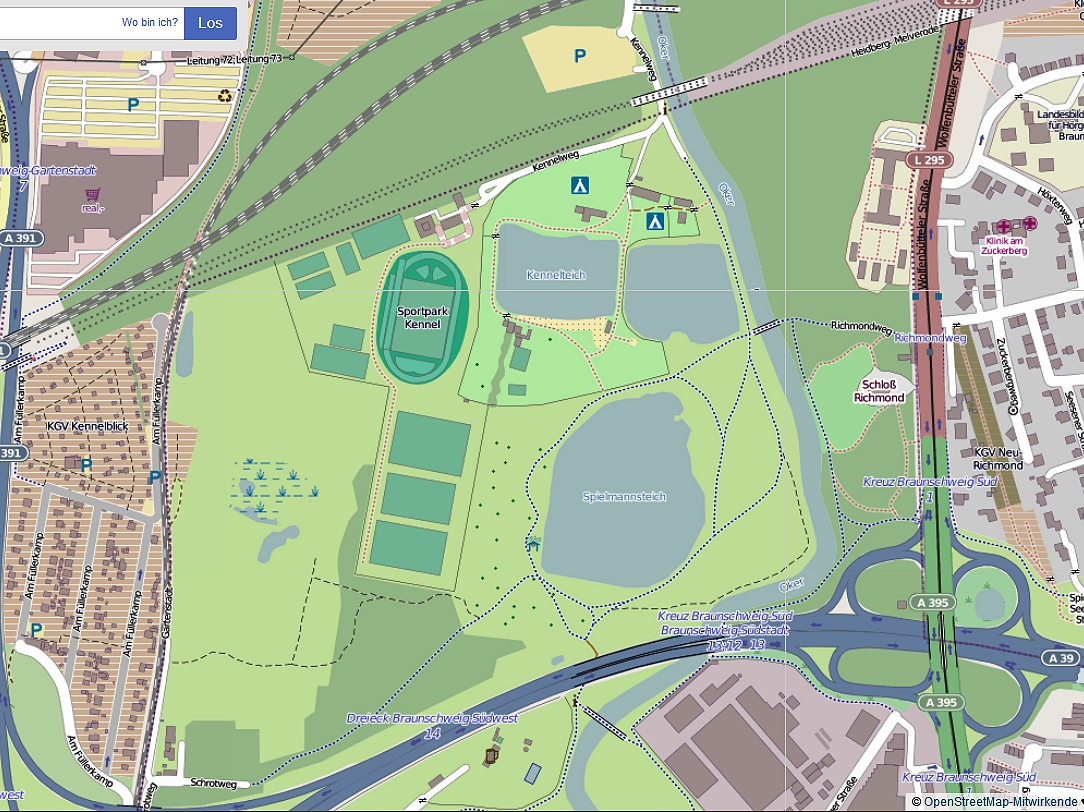
Lageplan des Kennelgebiets (openstreetmap.org 2014)

Der Kennel, auch Kennelgebiet oder Kennelteiche, ist ein Ensemble künstlich angelegter Teiche in der Braunschweiger Okeraue südlich des Eisenbütteler Wehres. Das Gebiet westlich der Oker gegenüber dem Schloss Richmond wurde im 18. Jahrhundert in die Planung des Richmondparks einbezogen und in verschiedenen Etappen umgestaltet.
Die erste teichartige Erweiterung der Oker erfolgte zu Beginn des 19. Jahrhunderts im Zuge der Anlage von Neu-Richmond. Die heutigen zwei Kennelteiche, von denen einer als Freibad genutzt wird, sind 1883 für die Braunschweiger Wasserversorgung eingedeicht worden, die in diesem Gebiet bis in die 1960er Jahre präsent war. Der unterhalb des Schlosses gelegene Spielmannsteich wurde erst um 1960 ausgebaggert, der Säulentempel im Jahr 2000 aufgestellt.
Das Kennelgebiet verbindet den Braunschweiger Bürgerpark mit dem südlich gelegenen Südseegebiet zu einer Naherholungsfläche und ist in Teilen Bestandteil des Richmondparks.

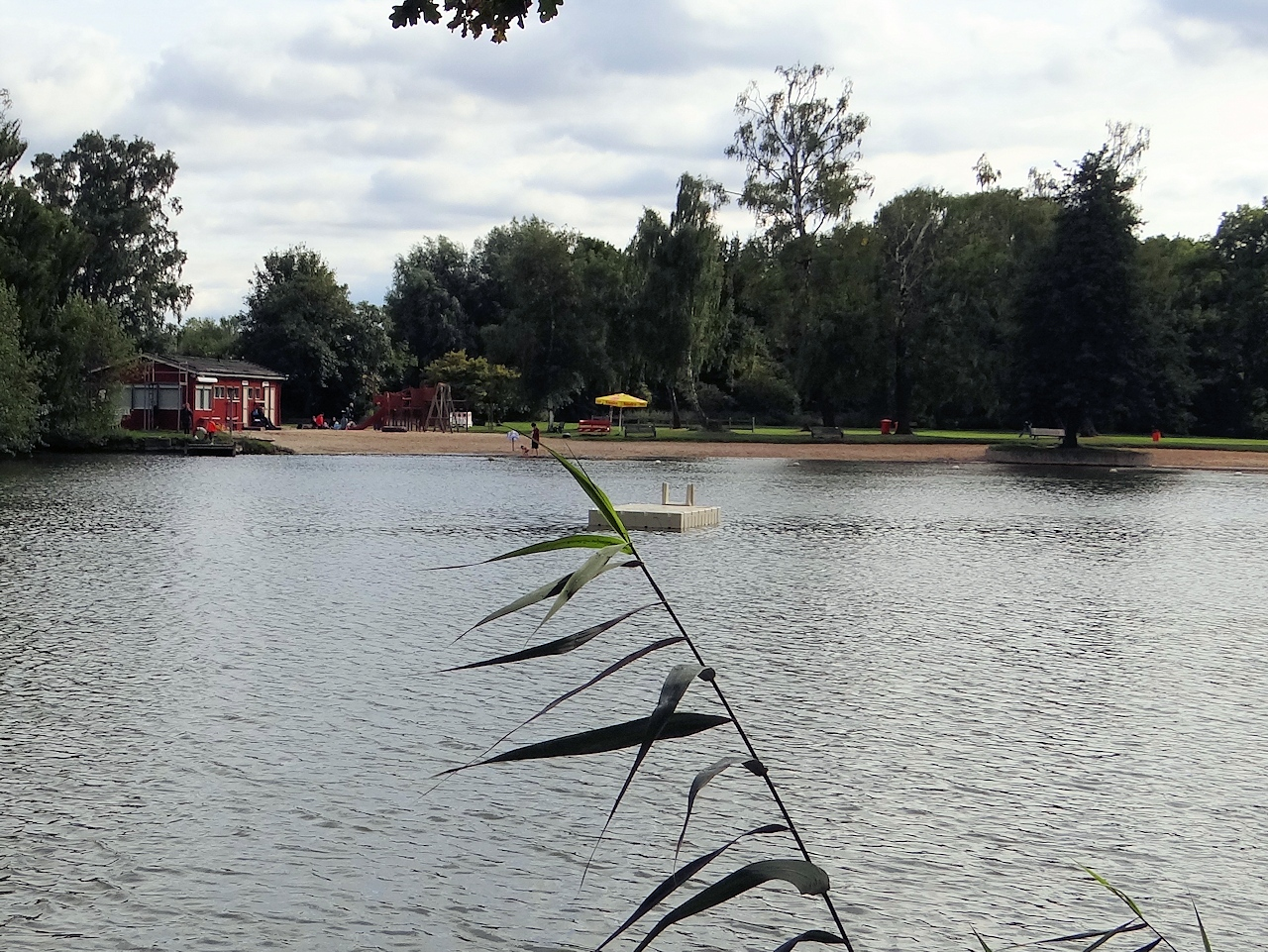
Blick auf den Badestrand des Kennelbads mit Badehaus (September 2013).

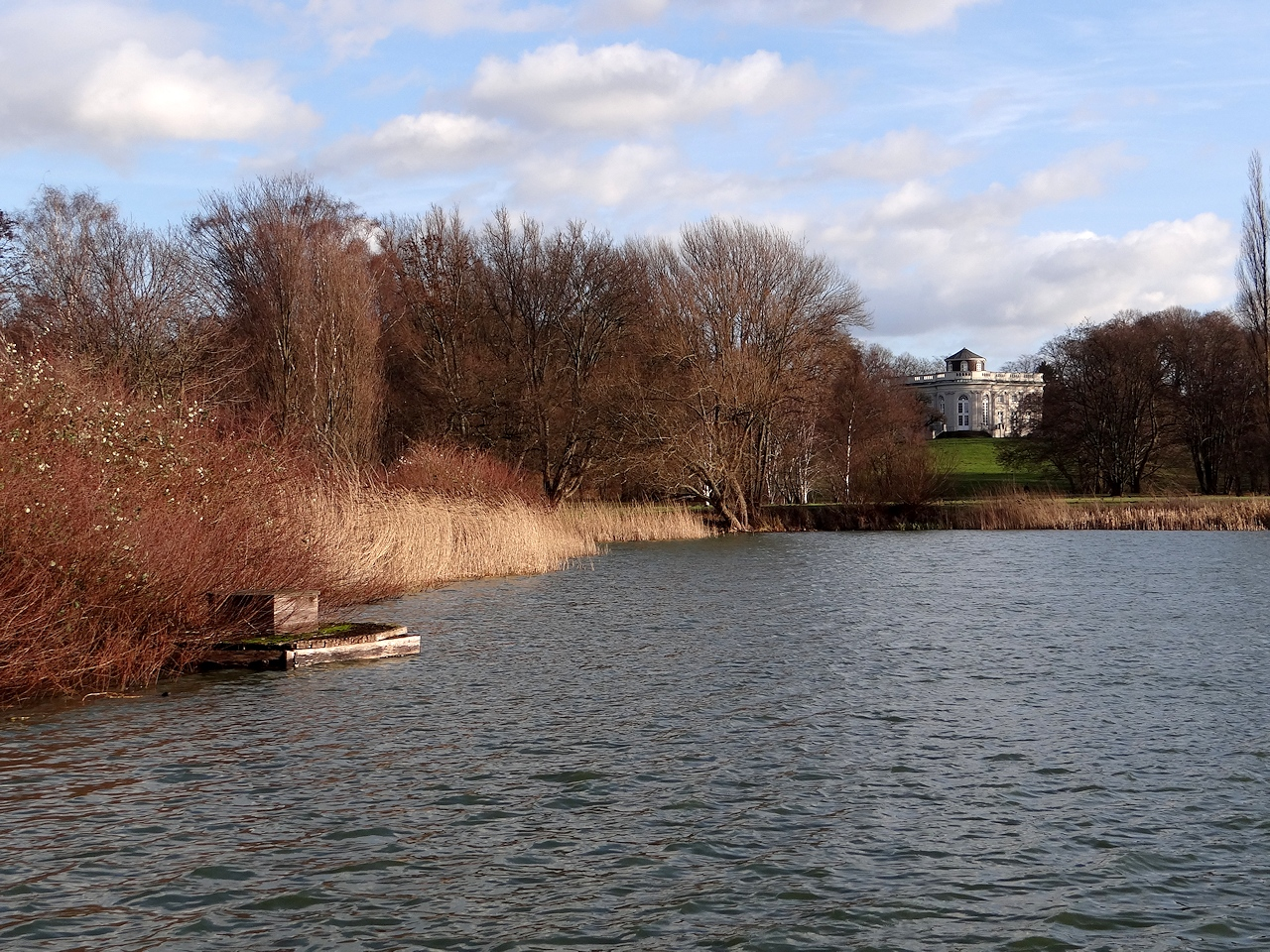
Blick über den Spielmannsteich zum Schloss Richmond (2014).

## Geographie

### Lage und Landschaftsbild
Der Kennel liegt in der zur Braunschweiger Kernstadt gehörenden Feldmark Wilhelmitor westlich der Oker und grenzt an die südlich gelegene Feldmark Rüningen und im Südosten an Melverode. Beide Orte gehören heute zum Stadtgebiet Braunschweig. Der historische Flurname Auf der Doven Hufe im südwestlichen Kennelgebiet deutet auf unergiebiges Land hin, der Name Papendieck oder Papenbruch im Bereich der heutigen Teiche auf sumpfiges Gelände.
Im Norden liegen das Eisenbütteler Wehr, das Messegelände im früheren Einzugsbereich des Alten Bahnhofs und ein Kleingartenverein. Landschaftsprägend sind die in West-Ost-Richtung verlaufenden bis zu 20 Meter hohen Bahndämme mit ihren Brücken, von denen die hohe bogenförmige südliche Okerbrücke mit ihrem ausgeprägten Echo am auffälligsten ist. Die Dämme schneiden das Gebiet der Okeraue optisch und kleinklimatisch vom Bürgerpark und der Braunschweiger Innenstadt ab. Zwischen den Dämmen befindet sich ein Parkplatzgelände, das in der Vergangenheit gelegentlich für Open-Air-Konzerte genutzt wurde.
Im Süden wurde auf Rüninger Gebiet 1965 der als Südtangente bezeichnete Abschnitt der heutigen Bundesautobahn A 39 errichtet. Das für den Damm benötigte Material wurde aus dem dadurch entstandenen Südsee gewonnen. Fahrdamm und Brücken der Autobahn begrenzen das Gebiet heute nach Süden.
Am westlichen Rand verläuft die Bahnstrecke Braunschweig–Bad Harzburg, so dass lediglich im Osten eine natürliche landschaftliche Abgrenzung durch die Oker und den Zuckerberg vorhanden ist.

### Geologie und Höhenangaben

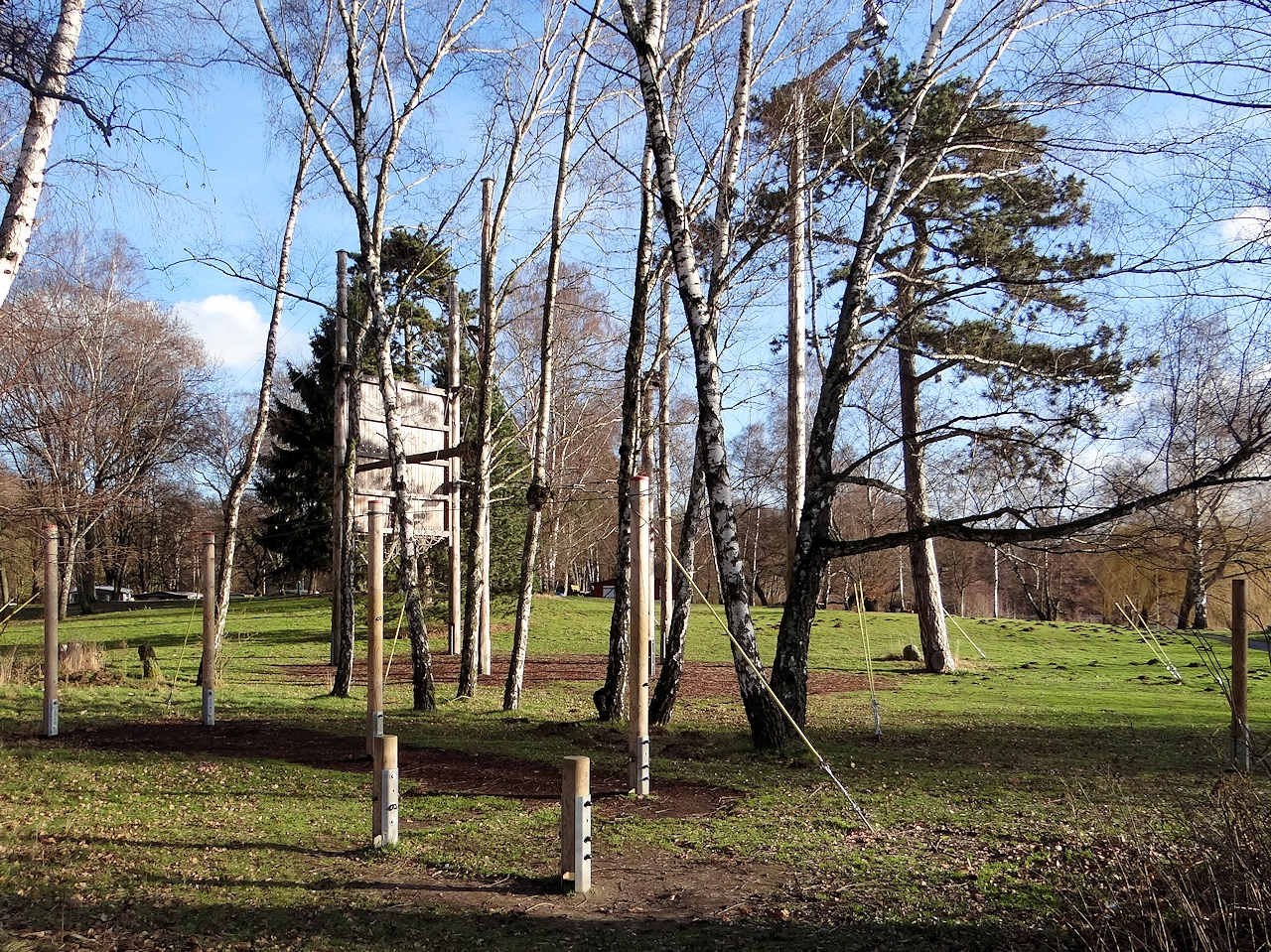
Hochseilgarten auf einer leichten Geländeerhebung der ehemaligen Insel.

Die Okeraue ist durch neuzeitliche Ablagerungen von Schluff, Sand, Kies und Lehm geprägt. Sie ist von Natur aus flach und liegt im Kennelgebiet auf einer Höhe zwischen 71 und 72 m ü. NHN. Das Schloss Richmond ist auf etwa 82 m ü. NHN an der Westseite des Zuckerbergs gelegen, wo Ton- und Mergelstein aus der Kreidezeit anstehen. Gemäß der Geologischen Wanderkarte wird dieser dem Albium, laut dem Braunschweiger Umweltatlas dem Santonium zugeordnet. Das Gebiet gehört naturräumlich zum Börßum-Braunschweiger Okertal.
Im Eingangsbereich des heutigen Kennelbads und beim Hochseilgarten steigt das Gelände auf 74 m ü. NHN an, in älteren Karten sind sogar 75 Meter angegeben. Es handelt sich vermutlich um die Überreste der früher hier angelegten Insel.

## Geschichte des Kennelteichs

### Landschaftspark Schloss Richmond

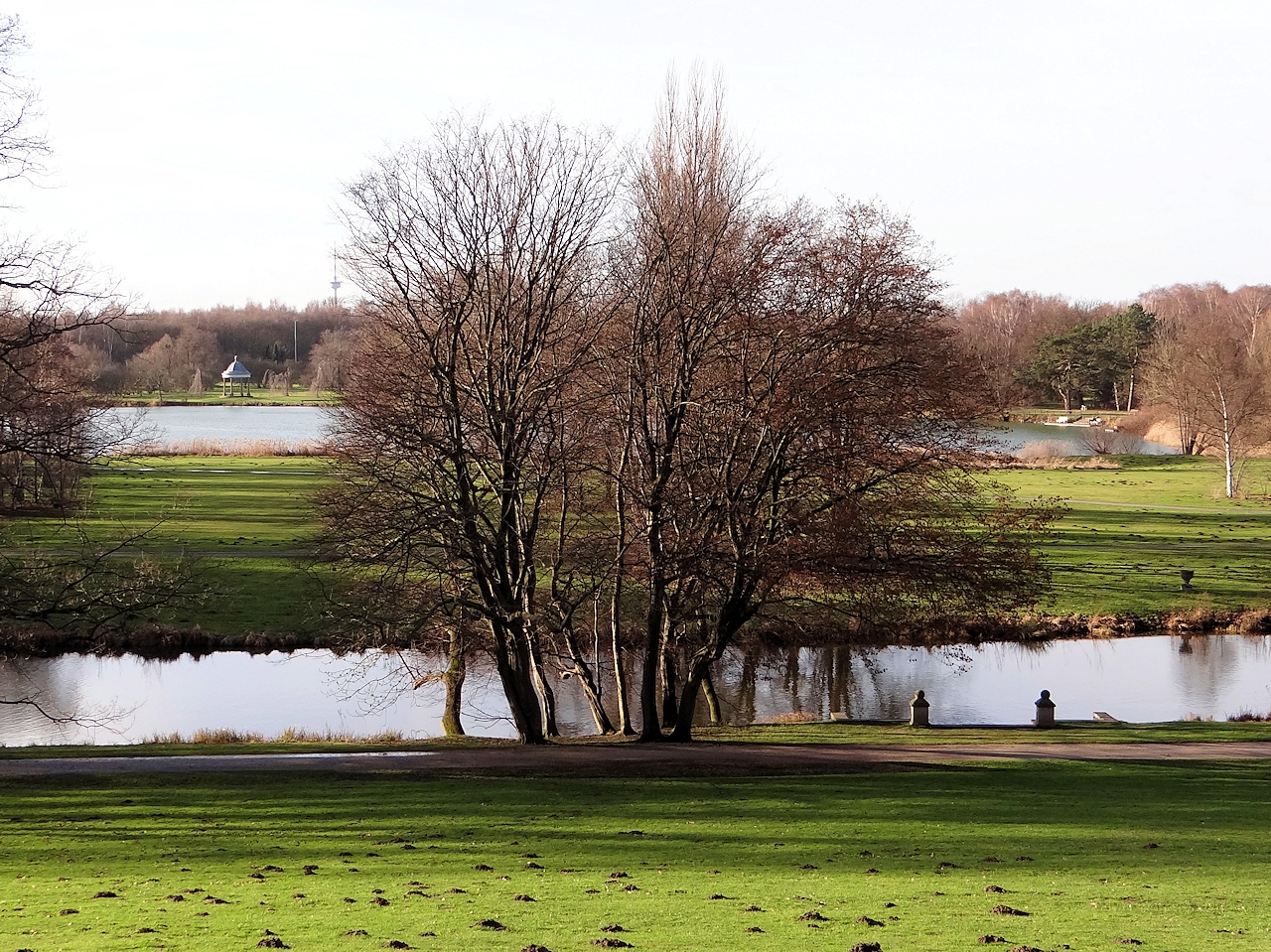
Heutige Blickachsen vom Schloss Richmond in den Park bzw. das Kennelgebiet (2014).

Im 18. Jahrhundert bot die Landschaft vom Zuckerberg aus noch zahlreiche Blickachsen zur Braunschweiger Innenstadt, nach Broitzem und zum Harzvorland, was für die Standortwahl des Schlosses und die Anlage des Parks ausschlaggebend war. Die seit 1838 im Westen verlaufende Bahnlinie liegt nahezu auf Geländeniveau und griff im Gegensatz zu den späteren Verkehrswegen kaum in das Landschaftsbild ein, das durch die Okeraue bestimmt wurde.
Das Kennelgebiet unterhalb des Schlosses auf dem linken Ufer der Oker wurde zusammen mit dem Zuckerberg vom damaligen Herzog für seine Gattin Augusta von Hannover erworben und von Lancelot „Capability“ Brown in die Planung eines Landschaftsgartens einbezogen. Der Schlosspark erstreckte sich ab 1768 vorwiegend an den Hängen des Zuckerbergs, an der Oker ist ein überdachter Kahnanleger überliefert.
Später folgten ein Rundtempel am Ufer und eine Einsiedelei am bewaldeten Südhang. Eine Umgestaltung der Landschaft jenseits der Oker ist für diese Zeit nicht überliefert. Landschaftsbilder des frühen 19. Jahrhunderts zeigen eine eher romantisierte landwirtschaftliche Nutzung.

### Neu-Richmond und der Kennelteich

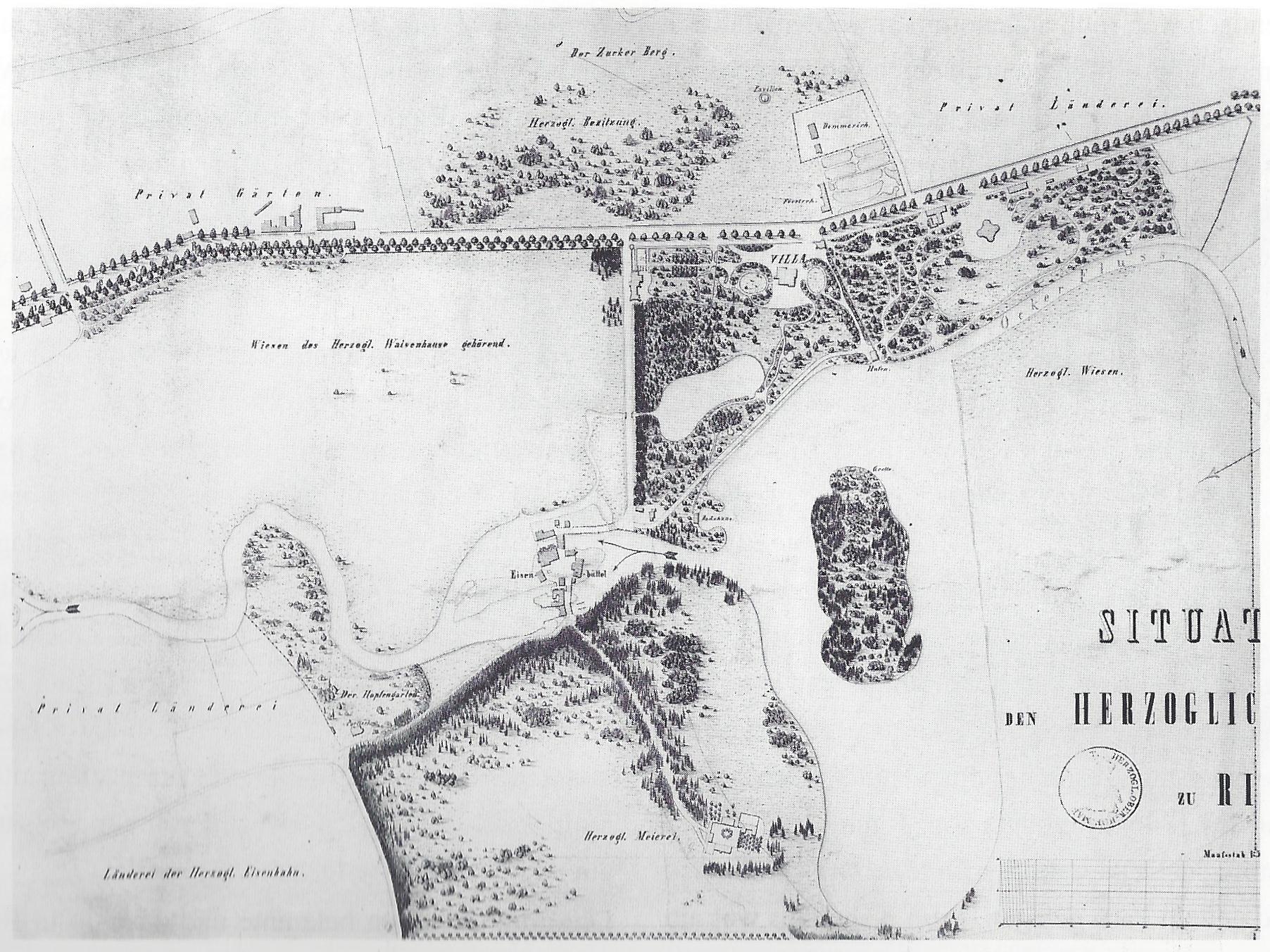
Situationsplan von den herzoglichen Besitzungen zu Richmond, wahrscheinlich um 1850 entstanden.

Schloss und Park von Richmond verloren nach der Flucht der Herzogin im Jahr 1806 zunächst an Bedeutung. Neuerliche Wertschätzung erlangte die Anlage, nachdem Herzog Karl II. 1830 aus dem Braunschweiger Schloss vertrieben wurde und sein Bruder Wilhelm als neuer Regent in Richmond Quartier bezog. Er betrieb durch Landaufkäufe die Erweiterung des Parks, auch nach Norden auf das heutige Grundstück des Braunschweig-Kollegs. Dort entstand Neu-Richmond mit den Bauwerken der Herzoglichen Villa und des Kavalierhauses Williamscastle.
Der Hofgärtner Johann Christian Burmester plante die Umgestaltung des Wiesengeländes Papendieck, das sich sowohl auf Braunschweiger wie auf Rüninger Gebiet befand, zu einer Teichlandschaft. Auf einem „Situationsplan“, der vermutlich um 1850 erstellt wurde, sind die Oker und ein weiträumiger Teich mit einer bewaldeten Insel skizziert. Das südliche Ufer dieser Erweiterung verläuft auffallend geradlinig entlang der Grenze zur Rüninger Feldmark, obwohl auch das auf Rüninger Gebiet gelegene Gelände als Herzogliche Wiesen ausgewiesen wurde.
Die Lage der Insel entspricht der heute noch vorhandenen Geländeerhebung im nördlichen Bereich des Kennelbads. Die Insel erhielt einen Kahnanleger und um 1842 eine Badegrotte. Der Parkbereich um Neu-Richmond erhielt einen Kanal mit einem kleinen Okerhafen und einem Bootshaus. Auch ein größerer Teich rechtsseitig der Oker ist überliefert. Am Nordufer des Kennelteichs wurde ein Badehaus für den Herzog erbaut. Um 1846 hatte der gesamte Park einschließlich der Charlottenhöhe seine größte Ausdehnung mit etwa 60 Hektar erreicht.
Mit dem Ausbau der Bahnstrecke Braunschweig–Magdeburg wurde 1870 ein mehrere Meter hoher Bahndamm in West-Ost-Richtung südlich des Eisenbütteler Wehrs aufgeschüttet, der den Schlosspark nach Norden künstlich begrenzte und eine einschneidende landschaftliche Veränderung darstellte. Das sicherlich nicht lautlose Straßenbahn-Depot in Eisenbüttel wurde 1897 errichtet.
Bereits ab 1848 schwand das Interesse des Herzogs an Neu-Richmond, dessen Park zunehmend verwilderte. 1901 wurden die Gebäude endgültig geräumt und 1906 abgerissen.

### Das Kennelgut

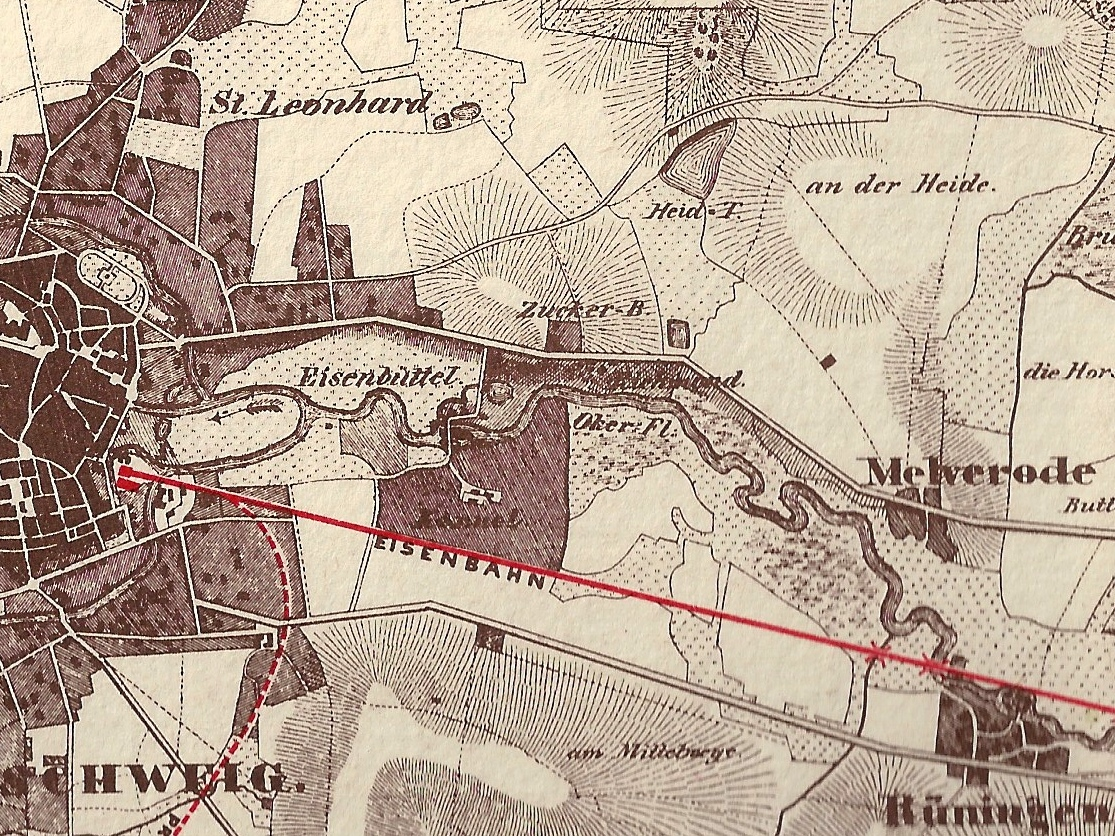
Ausschnitt aus der Karte der Eisenbahn von Braunschweig nach Wolfenbüttel, die 1838 eingeweiht wurde.

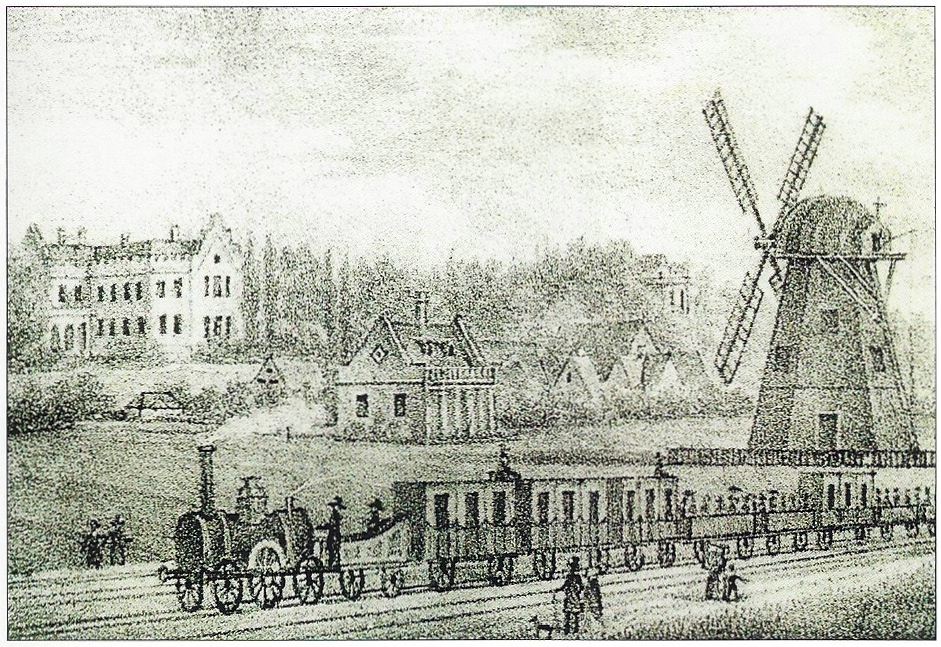
Die Darstellung zeigt die Eisenbahn mit der Herzoglichen Villa von Neu-Richmond, aus einer Sammel-Lithographie, G. Täubert um 1840. Die dargestellte Windmühle ist auch auf der Gesamtdarstellung von Neu-Richmond vom Zuckerberg aus vorhanden.

Der landschaftliche Name Kennel ist auf alten Flurkarten und Stadtplänen vor 1830 nicht enthalten, vielmehr wird das Gebiet südwestlich des Eisenbütteler Wehrs mit Ihlenpfuhls Camp und weiter westlich mit Bergfeld und südlich mit Papendieck benannt. Die Bezeichnung Kennel erscheint erst seit der Anlage von Neu-Richmond auf der Planungskarte der Eisenbahnlinie Braunschweig-Wolfenbüttel, wobei das Gebiet deutlich gegenüber den anderen nicht näher bezeichneten Landschaftsteilen als Siedlungsgebiet dargestellt ist. Die Okererweiterung zum Teich ist dort noch nicht verzeichnet, jedoch verläuft die südliche Grenze des markierten Gebiets nördlich von Alt-Richmond geradlinig in West-Ost-Richtung etwa entlang der heutigen Kennelteiche.
In dem Gebiet ist eine Ansammlung von Gebäuden skizziert. Diese Gebäude einschließlich einer Windmühle sind auch auf verschiedenen Ansichten dargestellt, beispielsweise der von Täubert um 1840.
Auf der Schadt-Karte von 1840 ist der Teich ebenfalls mit seiner geradlinigen Begrenzung vorhanden. Die Bezeichnung Kennel bezieht sich bereits auf das gesamte Gebiet bis zur Flur Die Große Trift, entlang der im Folgenden bis ins 19. Jahrhundert die Feldmarksgrenze zwischen Wilhelmitor und Rüningen verläuft.
Nördlich des Kennelteichs ist auf dem genannten Situationsplan von 1850 die Herzogliche Meierei verzeichnet, etwa auf dem Gelände des heutigen Parkplatzes. Laut Tute/Köhler ist seit 1833 eine Fasanerie überliefert und später die Meierei. Die Lage entspricht der in der Eisenbahnkarte und ist in der Grundstücksauflistung von 1870 sowohl unter diesem Namen als auch unter „Herzogl. Oeconomie Kennel“ mit der Adresse Eisenbüttel 6 gelistet. Tute/Köhler erwähnen auch eine Verpachtung des Kennelguts an Dr. Wolters für die Eisgewinnung zwischen 1912 und 1924. Die Gebäude mussten schrittweise den Eisenbahndämmen weichen.
Auf dem Stadtplan von 1898 wird das Gebiet irrtümlicherweise mit Kendel betitelt, was ähnlich dem rheinischen Kendel oder dem schweizerischen Wort Kennel auf den Ursprung aus einem Kanal oder Gerinne hinweisen könnte. Möglich ist auch der Ursprung im englischen Wort „Kennel“ für Hundezwinger.

## Nutzung für die Braunschweiger Wasserversorgung

### Absetzteiche ab 1883

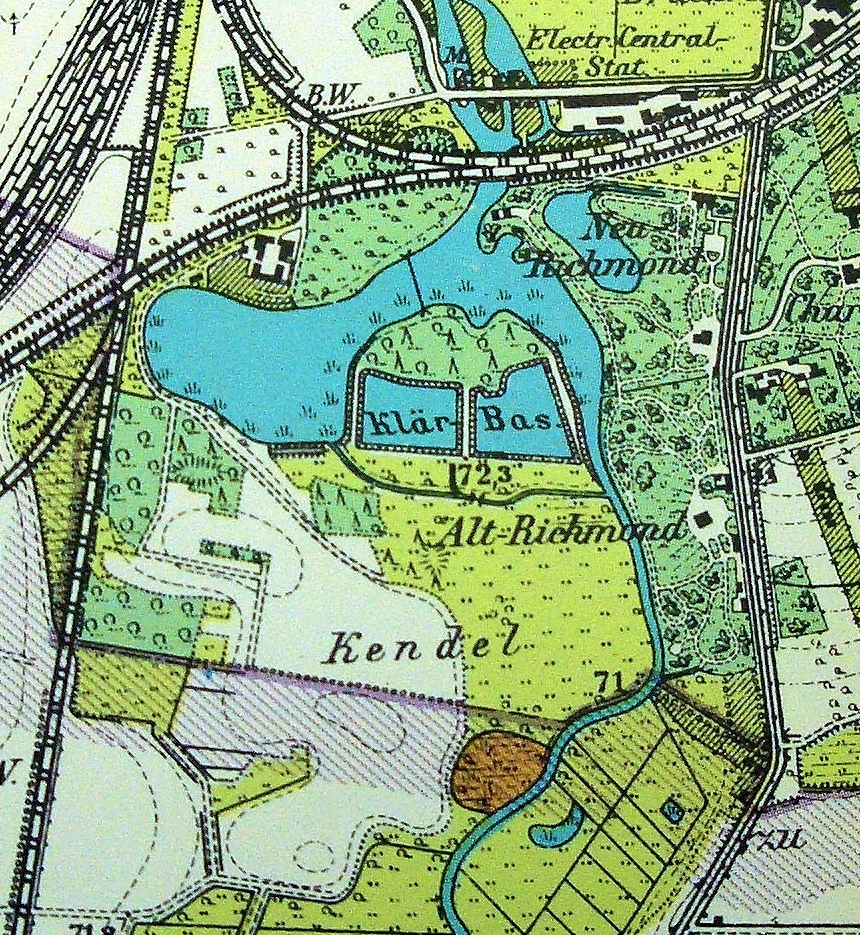
Ausschnitt aus dem Ortsbauplan von 1889, auf dem das Gebiet mit Kendel betitelt wird. Deutlich sind die Absetzteiche zu sehen.

1865 nahm das Flusswasserwerk im Bürgerpark seinen Betrieb auf, das Okerwasser aus zwei Absetzteichen bezog. Sie lagen gegenüber dem Wasserwerk am westlichen Ufer im damaligen Eisenbahnpark auf der Höhe der heutigen Fußgängerbrücke bei der ehemaligen Eisenbahner-Badeanstalt. Die Verweilzeit des Okerwassers in den Teichen betrug zwei Tage. Das vorgereinigte Wasser wurde nach einem weiteren Filtergang beim Wasserwerk in das Trinkwassernetz der Stadt gepumpt.
Bereits 15 Jahre nach der Inbetriebsetzung stieg die Einwohnerzahl um die Hälfte auf 75.000 an, so dass die Wasserversorgung ausgebaut werden musste. Obwohl man damals bereits die Verlegung einer Harzwasserleitung diskutierte, entschied sich der Magistrat der Stadt für die Weiternutzung des Flusswasserwerks. Dafür waren leistungsfähigere Absetzteiche nötig, die 1883 zwei Kilometer flussaufwärts auf dem Gelände des Kennelteichs angelegt wurden. Drei aufgeworfene Erddämme teilten von dem Teich zwei „Klär-Bassins“ ab, die den dreifachen Tagesverbrauch der Stadt aufnehmen konnten, etwa 45.000 m³. Aus ihnen floss über eine Freigefälleleitung das vorgereinigte Wasser zum bestehenden Wasserwerk Bürgerpark. Diese Bassins sind die beiden heute noch vorhandenen Kennelteiche.
Die Erweiterung genügte wenige Jahre später (um 1900) nicht mehr den Anforderungen. Das Problem war nicht nur der durch den Bevölkerungsanstieg gewachsene Bedarf, sondern vor allem die starke chemische und biologische Belastung der Oker durch die Abwässer von Industrie und Zuckerfabriken. Mit einer rein mechanischen Reinigung durch Sedimentation konnte man diese Verschmutzung nicht beheben, weshalb man 1901 das Grundwasserwerk am Bienroder Weg errichtete und das Flusswasserwerk Bürgerpark mit den Kennelteichen nur noch für den Notfall vorhielt.

### Wasserwerk Rüningen ab 1911

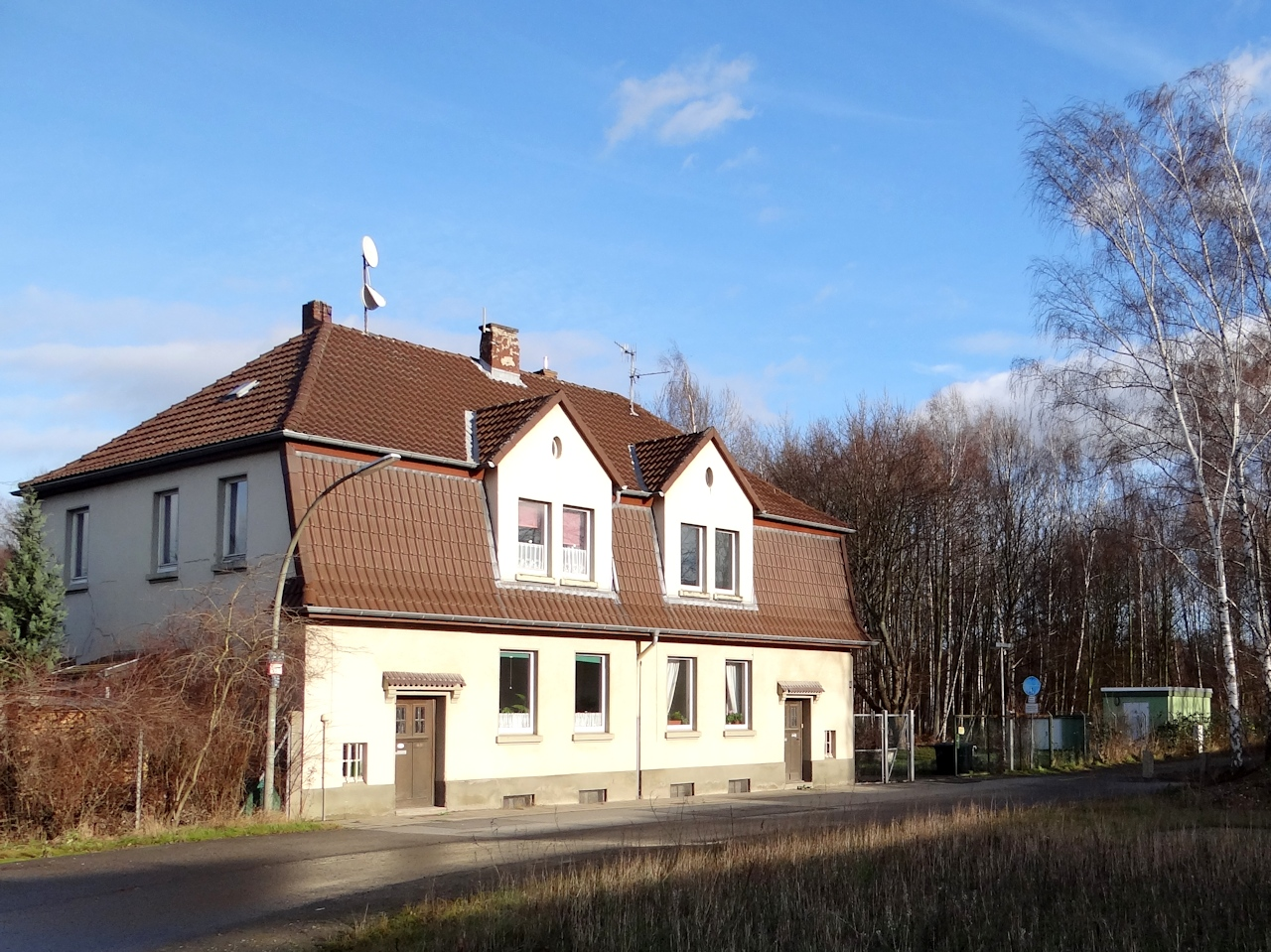
Wohngebäude des ehemaligen Wasserwerks Rüningen am Schrotweg 2014, wie die anderen Gebäude inzwischen abgerissen.

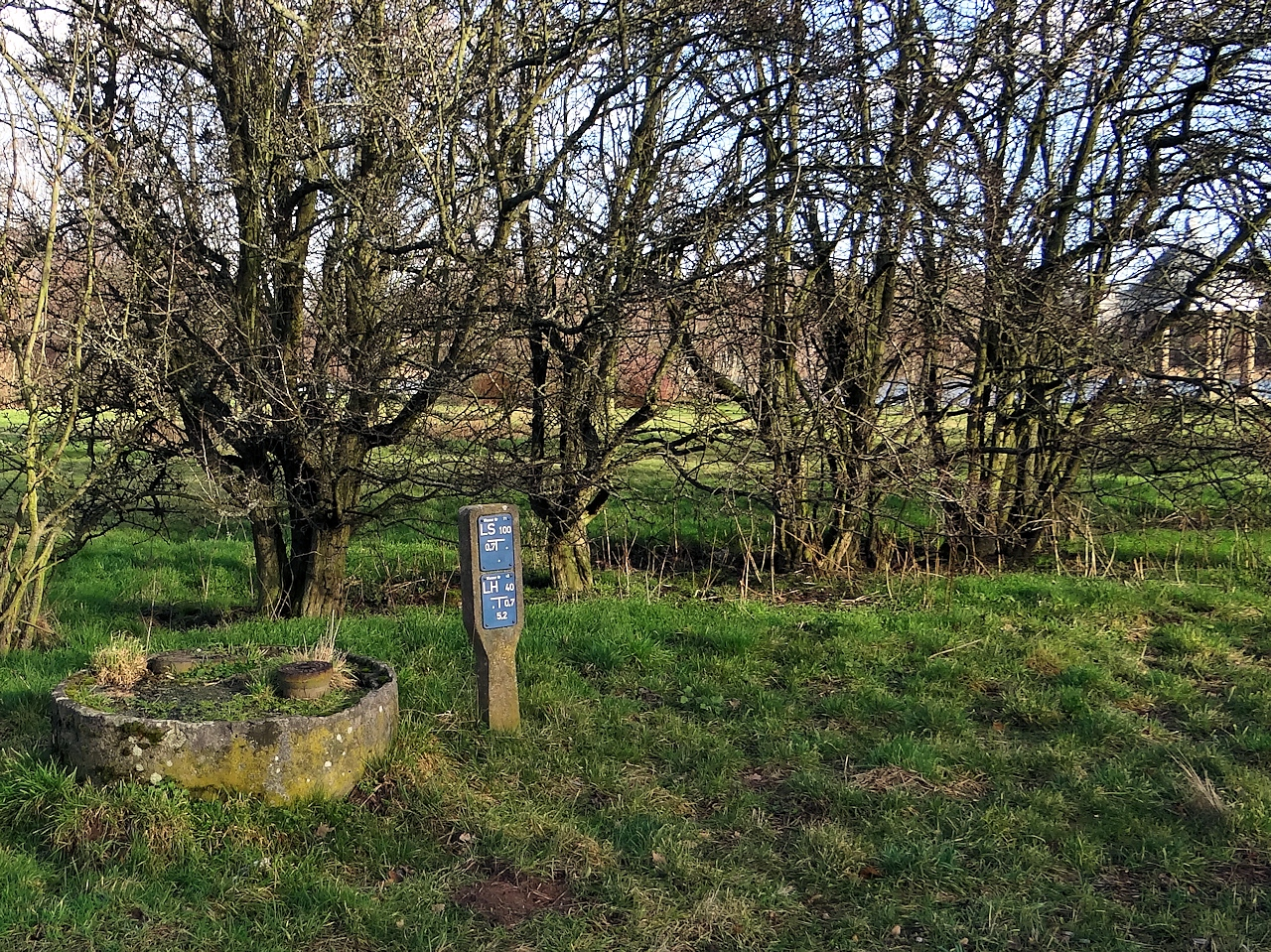
Noch heute ist in den Wiesen die Infrastruktur der Wasserversorgung gegenwärtig (2014).

Auch das neue Wasserwerk konnte wegen der weiter steigenden Einwohnerzahl den Trinkwasserbedarf nicht decken. Zusätzliche Grundwasservorkommen fand man ab 1905 in der Rüninger Flur südwestlich der Kennelteiche. Dort nahm am 15. Mai 1911 das Wasserwerk Rüningen seinen Betrieb auf, von dem heute noch Einfriedungen am Schrotweg unmittelbar an der Kreuzung von Eisenbahnlinie und Autobahn vorhanden sind. Im Kennelgebiet wurden 51 Brunnen niedergebracht, die das Rohwasser aus 30 Metern Tiefe zum Wasserwerk förderten, wo es von elektrisch angetriebenen Pumpen durch eine eigene Filteranlage zum Wasserwerk Bürgerpark gepumpt wurde. Der Wassertransport zum Bürgerpark erfolgte durch eine oberirdisch verlegte 650 mm starke Leitung zum Mitteldamm der beiden Kennelteiche und von dort in die vorhandene 600 mm starke, über zwei Kilometer lange Freigefälleleitung zum Bürgerpark.
Die Pumpen im Bürgerpark wurden wieder aktiviert und um zwei Elektropumpen erweitert, die wie auch die Pumpen im Rüninger Wasserwerk ihren Strom aus drei neu gebauten Turbinen am Eisenbütteler Wehr mit einer Gesamtleistung von 208 PS (entsprechend 153 kW) bezogen. Die Klärteiche wurden seitdem nicht mehr benötigt und 1912 verpachtet.
Die Brunnenfelder im Kennelgebiet wurden mitsamt dem Wasserwerk ab 1939 weiter ausgebaut und blieben trotz starker Kriegsbeschädigungen die maßgebliche Braunschweiger Versorgungsgrundlage. Noch 1959 wurden zahlreiche neue Brunnen niedergebracht. Der Bau der Eckertalsperre bot ab 1943 die Möglichkeit, frisches Harzwasser nach Braunschweig zu leiten, das seitdem vom Thieder Lindenberg in das Wasserwerk Rüningen floss. Bereits 1957 wurden 40 % des Trinkwasserbedarfs aus dem Harz gedeckt. Seit 1973 wird auch Trinkwasser aus der Granetalsperre zum Lindenberg geleitet, in Folge wurde das Wasserwerk Rüningen stillgelegt und zurückgebaut. Die Hauptleitung in das Stadtgebiet verläuft nach wie vor durch das Kennelgebiet. Ein weiterer Grund für die komplette Stilllegung war die Störung des Grundwasserkörpers durch den Aushub im Südseegebiet.
Das gesamte Gelände zwischen den Sportplätzen und der Bahnstrecke Braunschweig–Bad Harzburg wird als 11,6 ha großes Moorland weitgehend naturnah erhalten und wird von der Stadt Braunschweig und vom BUND gepflegt.

## Entwicklung im 20. Jahrhundert

### Verlandung des Kennelteichs
Die Anlage der Klärteiche, die oberirdische Wasserleitung und die Verlegung von Stromkabeln wandelten den ehemaligen Landschaftsgarten zu einem industriell geprägten Gebiet um. Um 1915 berichtete die Braunschweigische Landeszeitung, dass der Rest des Kennelteichs zunehmend verlande und keine Rundfahrten mit Booten um die Insel möglich seien. Außerdem forderte die Herzogliche General-Hofintendatur, dass die Dämme der Klärteiche bis auf 71,2 m ü. NHN abzutragen und die Wasserleitung sowie die Schieberschächte tiefer zu legen seien. Weiterhin wurden die Einfriedungen der Teiche bemängelt und das Durchstechen der Dämme vorgeschlagen, um den ursprünglichen Kennelteich wieder zu überfluten. Diese Maßnahmen wurden laut Tute/Köhler jedoch nicht umgesetzt, vielmehr wurde das Gelände später zum Sportplatz aufgeschüttet.

### Kennelbad

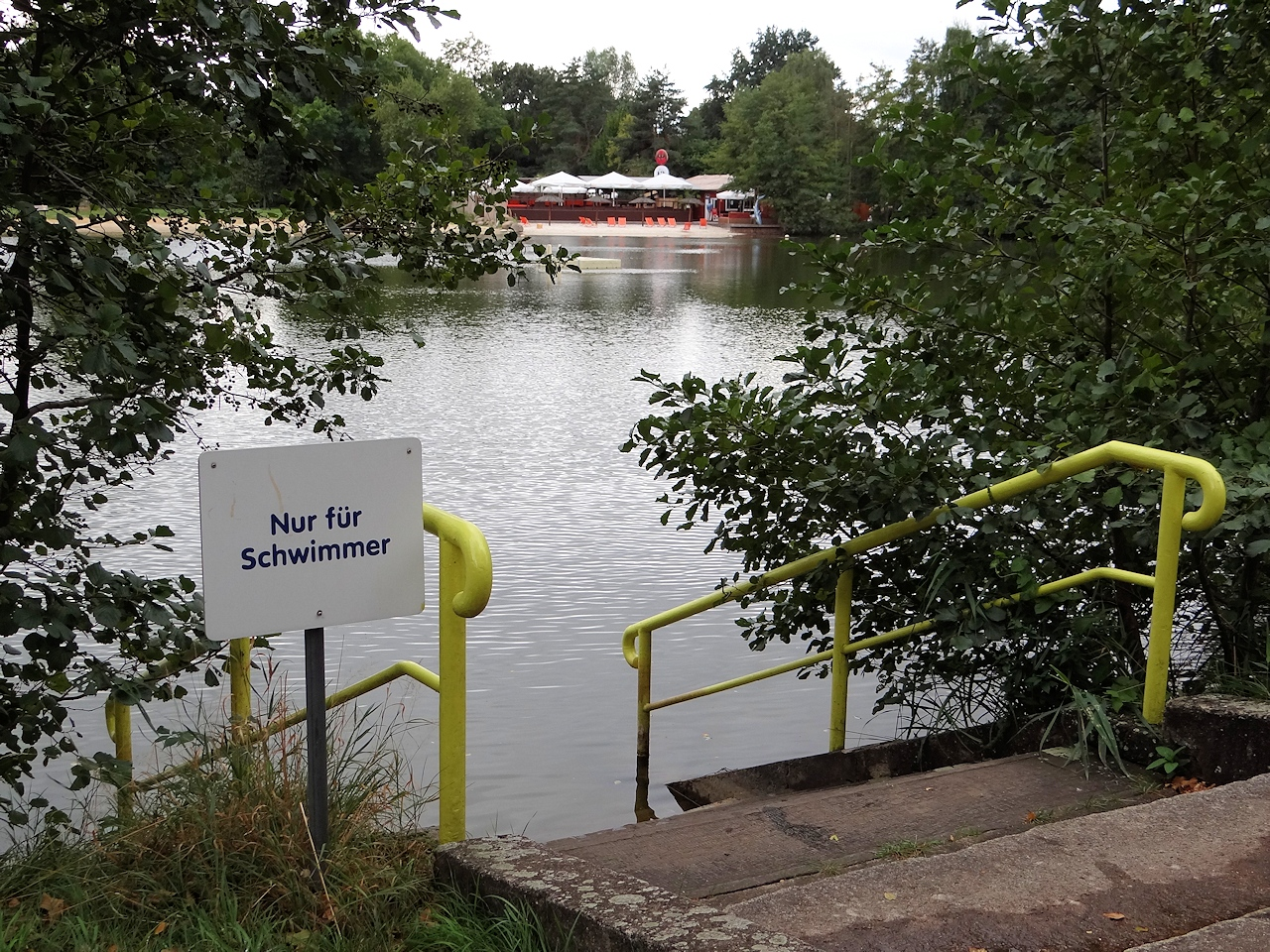
Badeteich mit Blick auf die Strandbar, aber „Nur für Schwimmer“!.

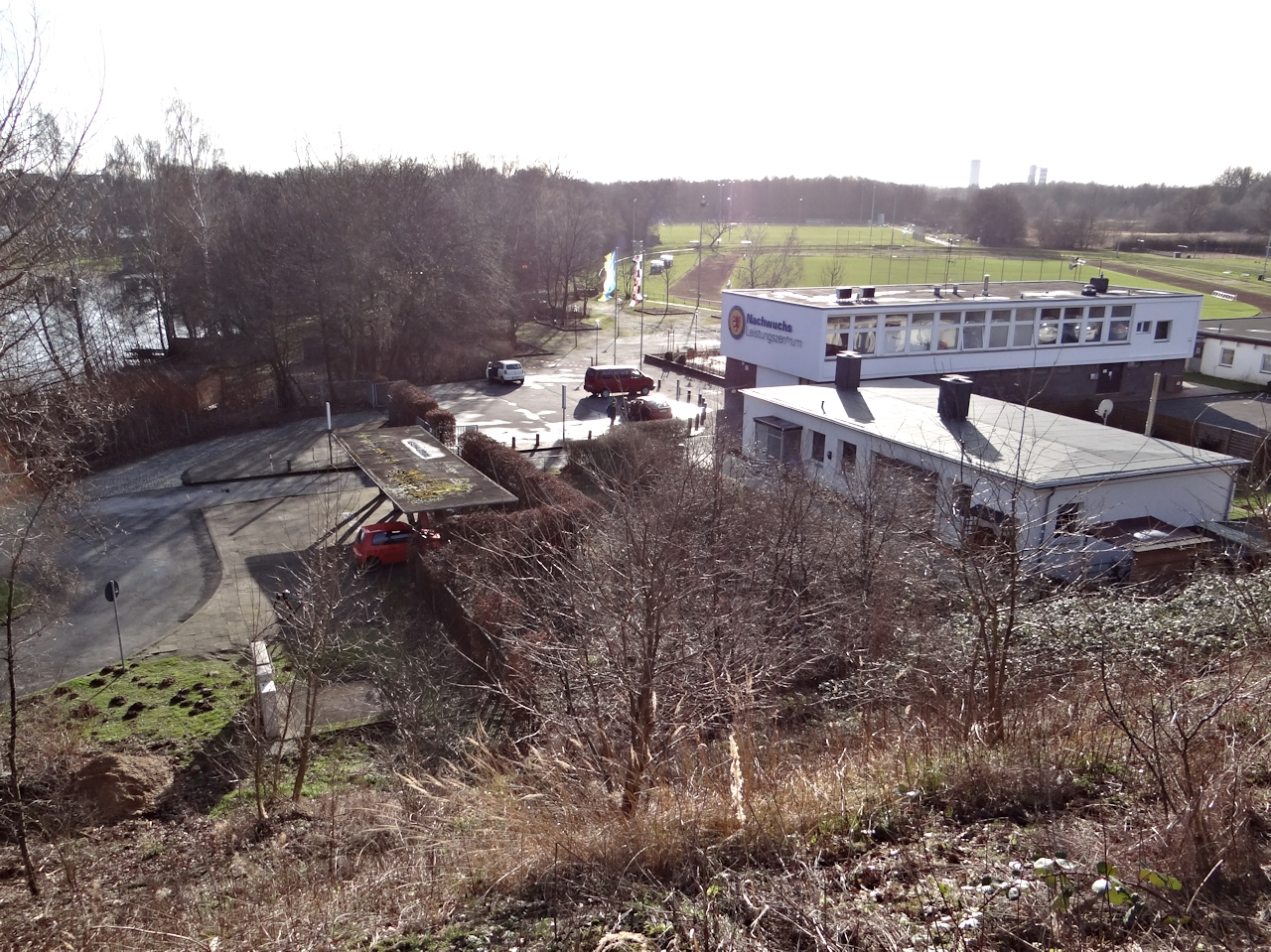
Blick auf das Sportgelände Kennel, seit 2012 Nachwuchsleistungszentrum von Eintracht Braunschweig.

Die seit 1911 nicht mehr benötigten Klärteiche wurden bereits in den 1920er Jahren als Badeanstalt genutzt, der Begriff Kennelbad etablierte sich auf den Stadtplänen und im Braunschweiger Sprachgebrauch. Die Stadt Braunschweig kaufte 1935 das Kennelbad, das in den 1950er Jahren um ein 25-Meter-Schwimmbecken mit Sprungturm ergänzt wurde. Das Becken bestand bis kurz vor der beabsichtigten Stilllegung des gesamten Kennelbads im Jahr 2002. Seitdem betreibt ein Verein das Gelände und den nach wie vor beliebten Naturwasser-Badeteich. Weitere Freizeitanlagen sind ein Minigolfplatz, eine Kanuvermietung, ein Campingplatz und seit 2010 ein Hochseilgarten.
Der Badesee erhält seinen Zulauf aus dem östlich zur Oker hin gelegenen Vorteich, der weiterhin als Absetzteich für das Okerwasser genutzt wird. Mit einem Absperrschieber lässt sich der Zulauf regulieren oder bei Hochwasser schließen. Da in dem Badeteich natürliche Wachstumsbedingungen herrschen, wird der Wildwuchs von Algen und Gräsern durch Graskarpfen unterbunden.

### Sportanlagen
Die Stadt Braunschweig übernahm 1935 das gesamte Richmond- und Kennelgebiet und übertrug einen Teil des Geländes an die NSDAP. Ab 1936 erfolgte in Neu-Richmond der Bau der Akademie für Jugendführung, für die auf dem Gelände des heutigen Spielmannsteichs eine Sportanlage errichtet wurde. Auf der Stadtkarte von 1945 und der Bollmann-Karte von 1954 ist außerdem ein sehr langes, sich nach Süden erstreckendes, rechteckiges Bassin enthalten, dessen nördliche Grenze mit der des heutigen Teichs übereinstimmt und das zusätzlich zum „Kennel-Bad“ als „Bade-Teich“ bezeichnet wurde.
Der westliche, teilweise schon seit 1915 verlandete Bereich des früheren Kennelteichs ist auf der Stadtkarte von 1937 mit weiteren Zuflüssen verzeichnet, aber bereits 1945 nicht mehr als Gewässer markiert.
Dieses Gebiet wurde von der Stadt zu einer Sportanlage umgestaltet und 1964 als Kennel-Sportpark eingeweiht. Betreiberin war der MTV Braunschweig, der im gesamten Kennelgebiet weitere Laufsport-Aktivitäten initiierte. Das Gelände mit vier Fußballplätzen konnte dauerhaft nicht kostenoptimal genutzt werden, sodass es die Stadt 2012 an den Verein Eintracht Braunschweig verpachtete, der dort ein Nachwuchsleistungszentrum eingerichtet hat.
Das gesamte Naherholungsgebiet von Kennel und Südsee ist ein beliebtes Gelände für Jogger und Walker sowie Pachtgewässer für den Angelsport.

### Echobrücke

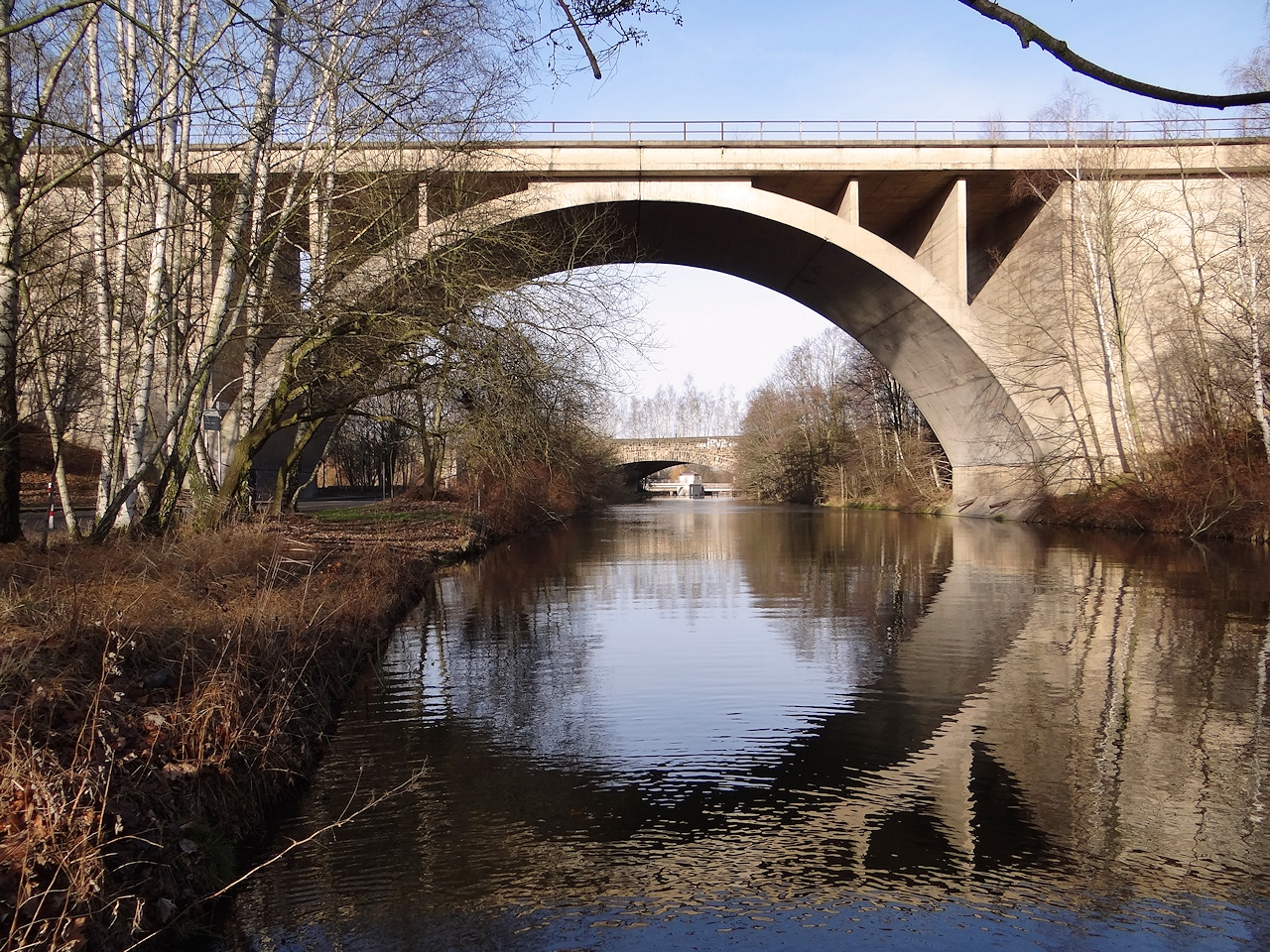
Die Echobrücke und die dahinter liegenden Eisenbahnbrücken (2014).

Als Echobrücke wird der imposante Bogen der südlichen Eisenbahnbrücke beim Kennelbad bezeichnet, weil dort der rufenden Person ein klares und deutlich verzögertes Echo zurückgeworfen wird. Dieses entsteht durch die glatten Betonbögen und die darunter liegende Wasserfläche der Oker.
Die Brücke entstand im Zuge des Neubaus des Braunschweiger Rangierbahnhofs zwischen 1943 und 1956. Der neu angelegte Rangierbahnhof erforderte einen dreigleisigen Einfahrbereich. Dafür wurde ein über 18 Meter hoher Bahndamm aufgeschüttet und die auffällige 41 Meter weite Brücke über die Oker errichtet. Die Aufschüttung besteht zum größten Teil aus Trümmerschutt und aus den Ausbaggerungen des Spielmannsteichs. Dieser ist auf einem Luftfoto von 1960 abgebildet, auf dem auch das Schwimmbecken auf dem Gebiet des Kennelbads zu sehen ist. Im Zuge des Bahndammbaus sind auch die Überreste des früheren Kennelguts, also der einstigen Meierei verschwunden. An deren Stelle ist lediglich noch eine von Dämmen umschlossene Fläche hinter dem Parkplatz Kennel vorhanden.
Die Brücke wird nicht mehr für den Eisenbahnverkehr genutzt, weil der Teil des Rangierbahnhofes aufgelöst wurde. Sämtliche Gleise sind bereits entfernt. Auch die anderen Brücken im Zuge der Strecke über die A 395 sind zurückgebaut worden. Der auf dem Damm verlaufende Ringgleis-Radweg wird in Zukunft über die Brücke geführt.
Die Oker, die sich bis in die 1950er Jahre noch in einem Bogen unterhalb Neu-Richmonds wand, wurde zur neuen Brücke hin begradigt und eine bis dahin bestehende Brücke, die den Kennelweg bis zur Wolfenbüttler Straße verband, abgerissen.

### Spielmannsteich

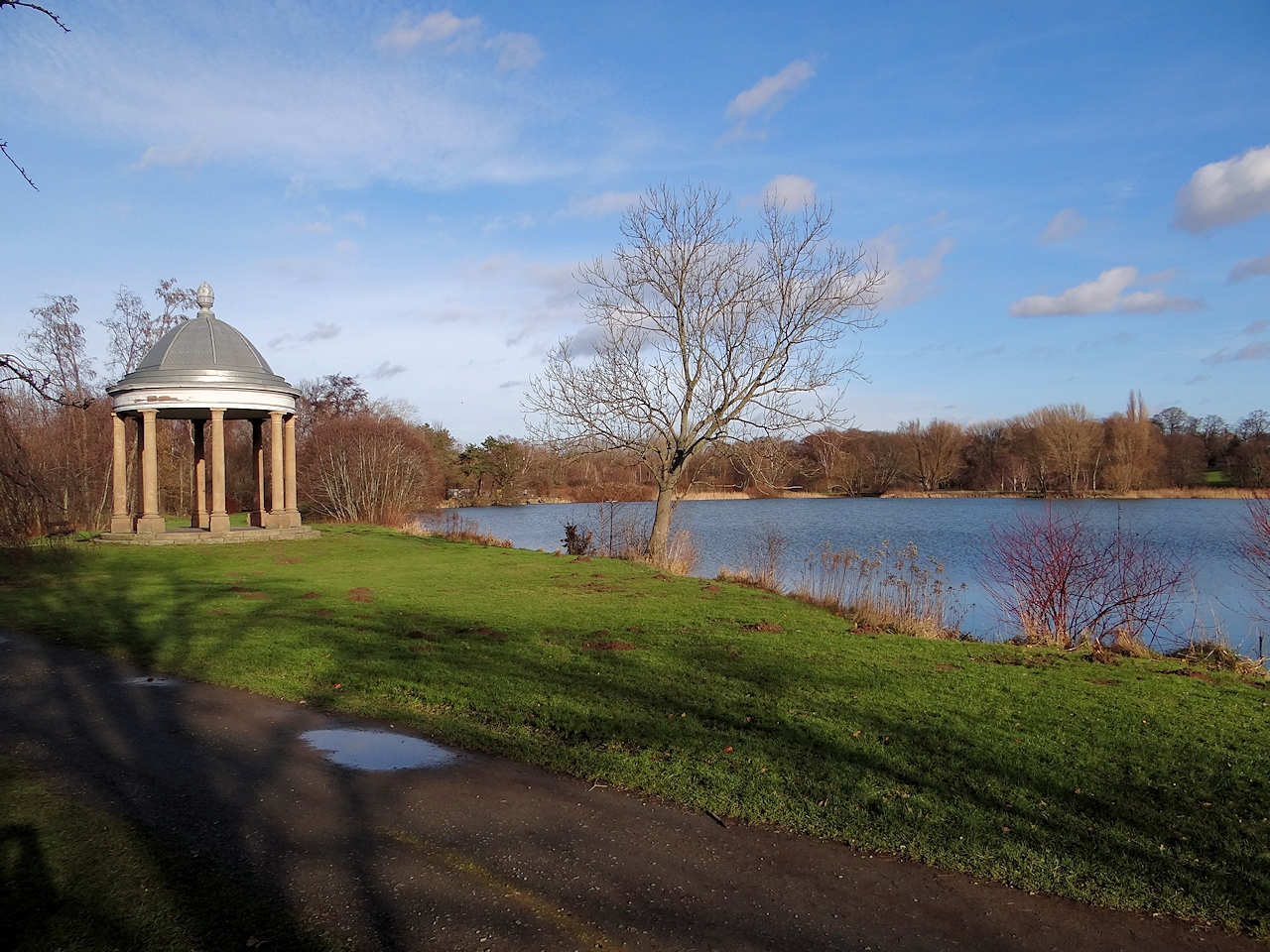
Der Spielmannsteich mit dem Säulentempel (2014).

Der Spielmannsteich wurde in den 1950er Jahren ausgebaggert, aber erst seit 1988 landschaftsgestalterisch in den Richmondpark einbezogen. Dazu gehörten Baumpflanzungen und eine naturnahe Umgestaltung der nordöstlichen Uferlinie mit Sitz- und Ruhebereichen sowie das regelmäßige Mähen der Liegewiesen.
Seit 1962 ist es dem Braunschweiger Schiffsmodellclub gestattet, den Teich mit seinen Booten zu befahren. 1968 errichtet der Verein eine Steganlage an der Nordseite des Teiches, die in den 1980er Jahren erweitert wurde. Zwischendurch verbot die Stadt Anfang der 1970er Jahre den Betrieb von Verbrennungsmotoren auf dem Teich. In den folgenden Jahren wurden regelmäßig Regatten auf dem Teich ausgetragen.

### Säulentempel
Der achtsäulige Rundtempel an der Westseite des Spielmannsteiches ist 2000 dort errichtet worden. Er ist gewissermaßen ein Zitat des ursprünglich unterhalb des Schlosses vorhandenen Bauwerks, das beim Bau der Akademie für Jugendführung in den 1930er Jahren und der damit erfolgten Umgestaltung des Parks entfernt wurde. Der vorhandene Tempel stammt vermutlich aus Salzdahlum. Der letzte Eigentümer im Landkreis Gifhorn hat ihn der Stadt Braunschweig gespendet. Die Braunschweiger Handwerkerschaft hat ihn restauriert und neu errichtet. Vom Schloss aus bietet sich eine attraktive Sichtachse über Oker und Spielmannsteich zum Tempel.